# Pénzügyigazgatóság (Kolozsvár)
A kolozsvári Pénzügyigazgatóság (románul: Palatul de Finanțe) a város egyik műemlék épülete a Bocskai tér (román nevén Piața Avram Iancu) 19. szám alatt, a Bocskai tér és a Honvéd utca (korábban Külső-Közép utca, román nevén Calea Dorobanților) sarkán. A romániai műemlékek  jegyzékében a CJ-II-m-B-07360 sorszámon szerepel.
Kétszer égetett piros téglából készült.
Helyén korábban a Gaal, majd Topler-féle Aranysas fogadó állt. 1880-ban épült Maetz Frigyes tervei alapján, elsőként a Trencsin tér fapiacból dísztérré alakulásának időszakában